# Лоуъл (град, Орегон)
Лоуъл (на английски: Lowell) е град в окръг Лейн, щата Орегон, САЩ. Лоуъл е с население от 857 жители (2000) и обща площ от 3,1 km². Намира се на 226,2 m надморска височина. ЗИП кодът му е 97452, а телефонният му код е 541.